# 백선희
백선희(白仙姬, 1968년 12월 8일~)는 대한민국의 정치인으로, 제22대 국회의원이다. 제22대 국회의원 선거에서 조국혁신당 비례대표 13번으로 출마하여, 같은 당 조국의 국회의원 상실로 2024년 12월 13일 비례대표 국회의원직을 승계받았다.

## 학력
- 중앙대학교 문과대학 사회복지학 학사
- 중앙대학교 대학원 사회복지학 석사
- 중앙대학교 대학원 사회복지학 박사

## 경력
- 대통령자문 고령화 및 미래사회위원회 자문위원
- 충청남도 정책자문위원
- 서울특별시 보육정책위원회 6기 위원장
- 서울특별시 성평등위원회 위원
- 서울신학대학교 사회복지학과 교수
- 대통령직속 저출산고령사회위원회 정책운영위원
- 저출산인구절벽대응 국회포럼 자문위원
- 서울신학대학교 사회복지대학원장
- 제5대 육아정책연구소 소장
- 한국가족사회복지학회 회장
- 조국혁신당 복지국가특별위원회 위원장
- 2024년 12월 13일 : 대한민국 제22대 국회의원 선거 승계(비례대표 13번, 조국혁신당, 초선)
- 조국혁신당 경기도당 고양시 지역위원회 위원장
- 2025년 5월~: 조국혁신당 원내부대표
- 2025년 5월~: 조국혁신당 원내대변인

## 의정 활동
- 2024년 12월 13일~: 제22대 국회의원(비례대표, 조국혁신당, 초선)
  - 2024년 12월~: 제22대 국회 전반기 국방위원회 위원
  - 2025년 1월~: 제22대 국회 12·29 여객기 참사 진상규명과 피해자 및 유가족의 피해구제를 위한 특별위원회 위원

## 역대 선거 결과
| 실시년도 | 선거   | 대수 | 직책     | 선거구   | 정당       | 득표수      | 득표율          | 순위          | 당락 | 비고       |
| -------- | ------ | ---- | -------- | -------- | ---------- | ----------- | --------------- | ------------- | ---- | ---------- |
| 2024년   | 총선   | 22대 | 국회의원 | 비례대표 | 조국혁신당 | 6,874,278표 | \| \| 24.25% \| | 비례대표 13번 |      | 초선, 승계 |
|          | 24.25% |      |          |          |            |             |                 |               |      |            |

## 소속 정당
| 소속 정당 | 소속 정당  | 소속 기간 | 비고      |
| --------- | ---------- | --------- | --------- |
|           | 조국혁신당 | 2024~현재 | 정계 입문 |

## 같이 보기
- 대한민국 제22대 국회의원 선거 조국혁신당 후보 목록#비례대표

## 가족 관계
- 김연명 (남편, 중앙대학교 사회복지학과 교수, 前 문재인 정부 대통령비서실 사회수석비서관)
  - 슬하 2남